# A Taste of Freedom
A Taste of Freedom (рус.  «Вкус Свободы») — четвёртый эпизод пятого сезона мультсериала «Футурама». Североамериканская премьера этого эпизода состоялась 22 декабря 2002 года.

## Содержание
Земля отмечает День Свободы. Отмечает его и экипаж Межпланетного экспресса — так, как принято: бездельничая и купаясь голыми в Ванне Свободы. Затем они все едут в Вашингтон на парад. В то время как президент Земли Голова Ричарда Никсона произносит торжественную речь и салютует всеми любимому символу Свободы Старому Фриби, Зойдберг съедает Флаг Земли, чтобы выразить своё чувство гордости за неё. Это расценивается как покушение на Свободу Земли, и Никсон приказывает казнить Зойдберга.
Доктор Зойдберг спасается в своём посольстве — представительстве планеты Декаподиан, где ему обещают всестороннюю поддержку. Голова Никсона приказывает штурмовать посольство, но экипаж Экспресса выступает в поддержку Зойдберга, напоминая о свободе самовыражения, гарантированной Земной Конституцией.
Тогда Никсон собирает Высочайший Суд, а экипаж «Экспресса» нанимает адвоката для защиты доктора Зойдберга — им становится известный патриот и ветеран множества войн Старик Уотерфолл. Тем не менее, Высочайший Суд постановляет: поедание флага наказуемо и предопределяет Зойдбергу извиниться, но тот отказывается, вынося тем самым себе смертный приговор. Войска Земли атакуют посольство Декаподиан, но вскоре декаподианские войска наносят ответный удар.
Обманом декаподианцы покоряют Землю, порабощают всех и заставляют строить Мобильный Дворец Угнетения, который начинает уничтожение столицы США.
Фрай, Лила, Бендер, Зепп Бранниган и Киф готовятся поразить инопланетян с помощью тепловых ракет, но их затея обречена: все декаподианцы холоднокровны, а их аппараты не производят тепла.
Старик Уотерфолл пытается выступить против захватчиков, но погибает, что заставляет Зойдберга переменить своё решение. Он поджигает Флаг и бросает его в Мобильный Дворец Угнетения — теперь ракеты видят цель, Дворец уничтожен, а Земля снова свободна.
На празднике в честь Зойдберга-освободителя ему позволяют откусить кусочек Земного Флага.

## Персонажи
Список новых или периодически появляющихся персонажей сериала
- Зепп Бранниган
- Киф Крокер
- Голова Ричарда Никсона
- Линда
- Морбо
- Гипер-цыплёнок
- Старик Уотерфолл
- Дебют: Фрида Уотерфолл
- Дебют: Лейтенант Человек
- Дебют: Посол Мэвен
- Дебют: Голова Snoop Dogg'а
- Скраффи
- Сэл

## Изобретения будущего
- Аппарат для скоростной телепатии.

## Интересные факты